# Alloschizidium cottarellii
Alloschizidium cottarellii is een pissebed uit de familie Armadillidiidae. De wetenschappelijke naam van de soort is voor het eerst geldig gepubliceerd in 1974 door Argano & Pesce.